# Proctor (cratera marciana)
Proctor é uma vasta cratera de impacto no quadrângulo de Noachis, em Marte. Ela se localiza a 48º latitude sul e 330.5° longitude oeste, possui 168.2 km de diâmetro e recebeu este nome em honra a Richard A.Proctor (1837–1888), um astrônomo britânico.

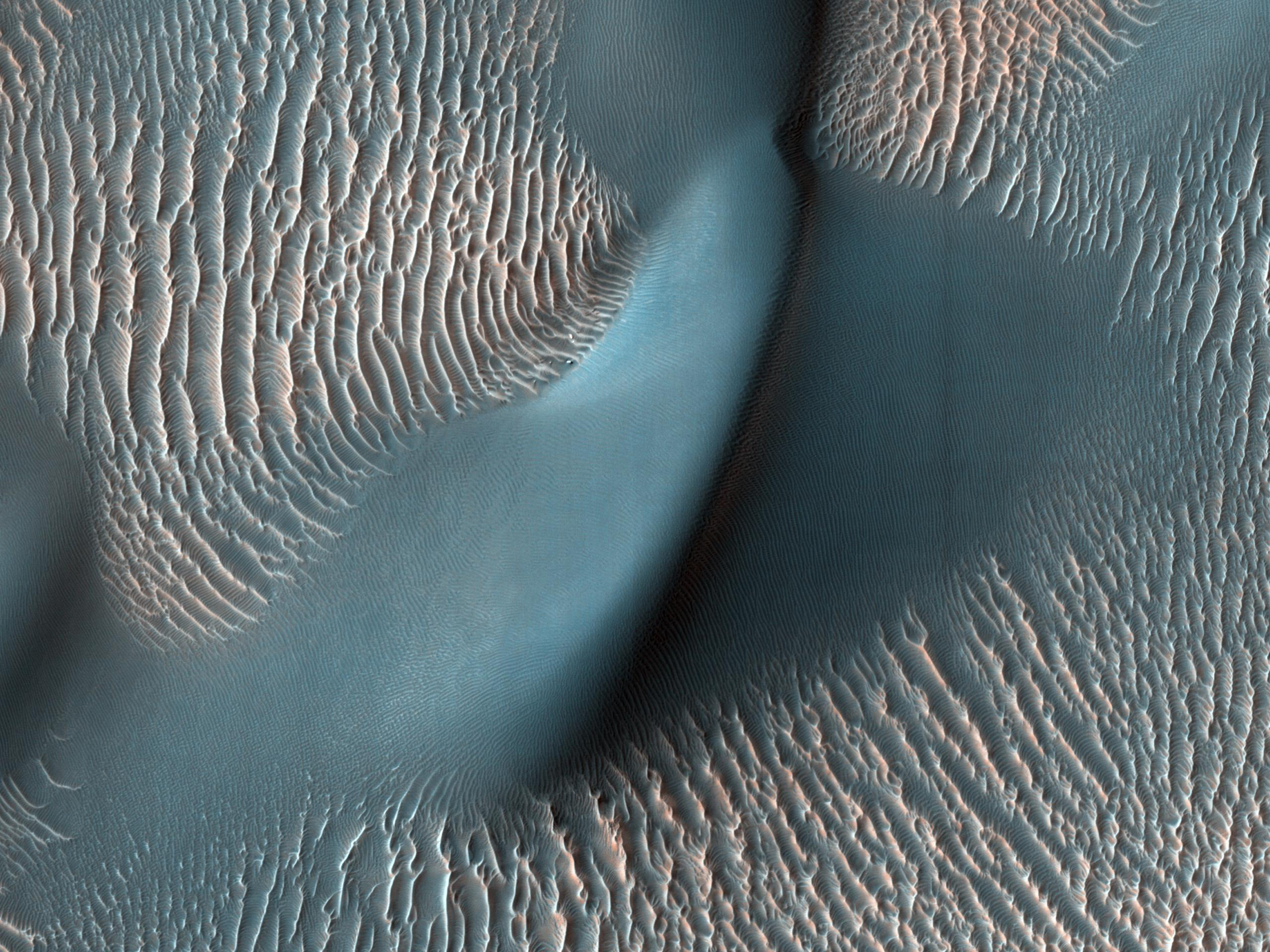
Imagem da HiRISE da cratera Proctor.
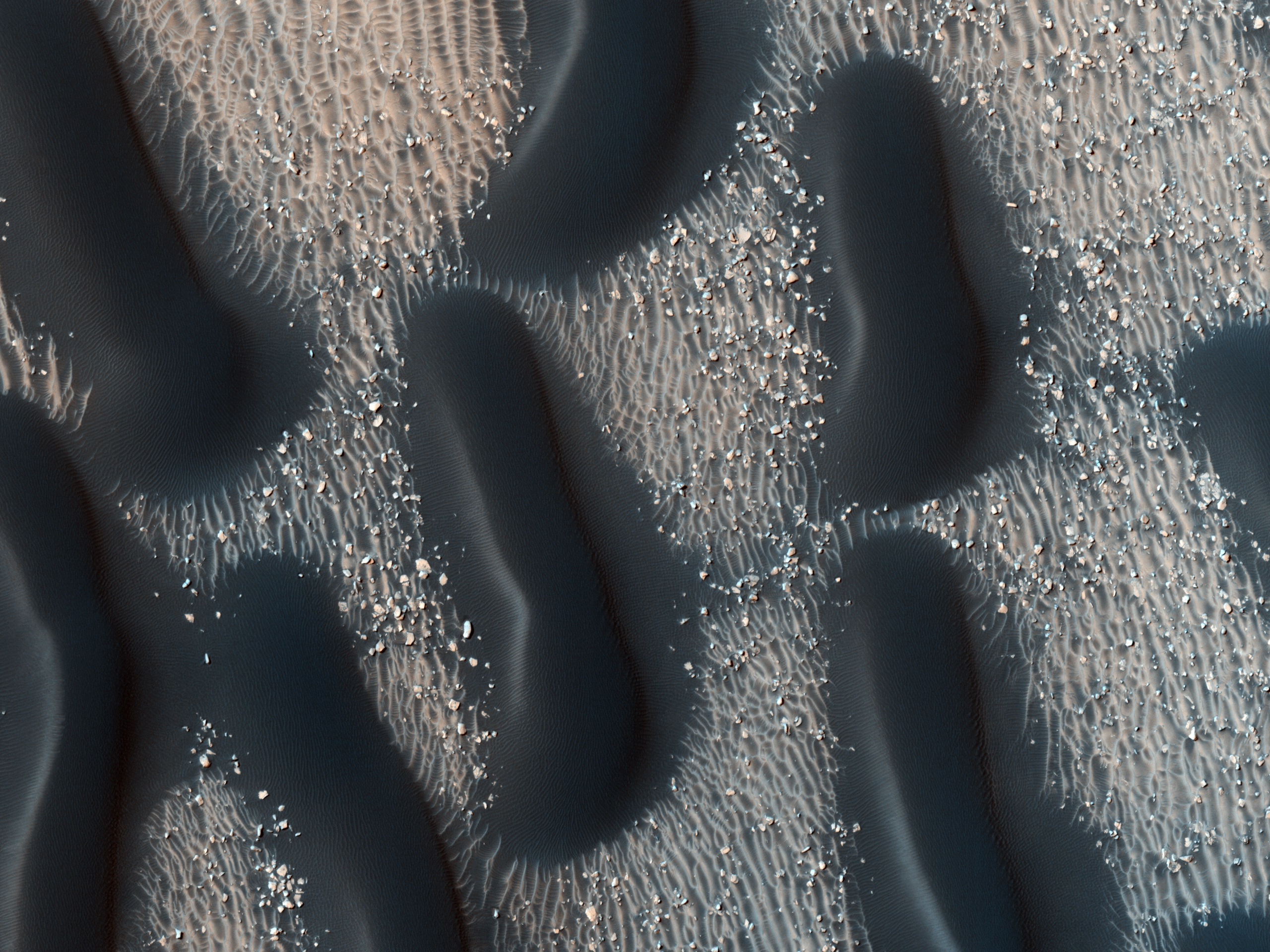
Contorno de um campo de dunas na cratera Proctor.